# Санадзе, Эдуард Михайлович
Эдуард Михайлович Санадзе (16 марта 1938 — 27 января 1987) — грузинский композитор и дирижёр. Заслуженный деятель искусств Грузинской ССР (1981).

## Биография
Окончил Тбилисскую консерваторию как виолончелист (1961, класс Александра Чиджавадзе), затем как композитор (1966, класс Андрея Баланчивадзе).
В 1974—1981 гг. возглавлял Камерный оркестр Грузинской государственной филармонии, среди осуществлённых им записей — в частности, «Времена года» Антонио Вивальди (1978) с сольной партией Лианы Исакадзе, пришедшей затем ему на смену во главе коллектива. Преподавал в Тбилисской консерватории, с 1985 г. доцент.
Среди сочинений Санадзе — детский балет-пантомима «Сказка о дружбе» (1976), кантата «Солнце и звезда» на слова Важи-Пшавелы (1969); две симфонии (1966, 1968), сонаты для фортепиано (две), флейты и фортепиано, кларнета и фортепиано, романсы на стихи Николоза Бараташвили и Галактиона Табидзе и др.